# 长阳路
长阳路，旧名华德路，取自镇压太平天国有功的“洋枪队”首领德里克·湯森德·華爾，現路名來自於湖北省宜昌市长阳土家族自治县，是一条位于上海市的马路，跨虹口杨浦两区，西至海门路，接东长治路（旧名东熙华德路），东抵军工路，目前计划延伸至复兴岛，是沪东的一条干道。轨道交通12号线在长阳路地下行驶，设立有大连路站、江浦公园站、宁国路站、隆昌路站、爱国路站5个站点。

## 历史
长阳路原是高塘浜，一条典型的江南河道。1863年，美国领事熙华德划定美租界时，北部即以高塘浜为界，东至高塘浜与杨树浦港相交的高郎桥止。1901年，由租界工部局填河筑路，初建时路面为沥青混凝土浇筑而成，全长4060米，宽18.9～23米。在上海公共租界东区拓展之后，引翔港镇以东的长阳路可视作一条界路，北面为华界，南面为公共租界。1937年，抗战爆发，公共租界北区东区沦陷，日方接管了长阳路两侧民族轻工业，开设纱厂，并建造新式里弄作为日方雇员的宿舍。1942年，日军开辟犹太人隔离区，长阳路西段是区内犹太人主要活动的场所之一。1945年上海光复时，国军从北部宝山南下，经长阳路由东向西一路攻入市中心。至1949年底，路两边石库门、日式别墅、工房、工厂林立，并通行有轨电车。

## 绿化
长阳路是一条绿化比较丰富的马路。20世纪20年代开始栽种行道树，但在抗战时遭日军大量砍伐，至1945年仅存188株，以悬铃木居多，兼种枫杨、乌桕。50年代起全栽悬铃木。1983年～1986年在长阳路（杨树浦港至宁国路段）建成开放式绿地，建雕塑3座，有小径、地坪、假山、水池、亭、廊、花架、桌、凳，供市民游憩。2004年拆除江浦路口的太和里，于2005年底建成江浦公园。

## 公交线路

### 沿路行驶线路
- 22

起讫站：长白路图们路—闵行路长治路

行驶区段：内江路—海门路

沿线停靠：内江路—宁武路—临青路—宁国路—兰州路—江浦路—许昌路—辽阳路—大连路

- 137

起讫站：市光新村（包头路）—天章路秦皇岛路

行驶区段：宁国路—大连路，由东向西单向行驶

沿线停靠：兰州路—怀德路—大连路，均为天章路秦皇岛路方向

- 843

起讫站：阜新路彰武路—东靖路金京路

行驶区段：临青路—江浦路，由东向西单向行驶

沿线停靠：宁国路—兰州路—江浦路，均为鞍山新村阜新路彰武路方向

- 868

起讫站：白城路民星路—中山东二路新开河路

行驶区段：隆昌路—海门路，由东向西单向行驶

沿线停靠：宁武路—宁国路—兰州路—辽阳路—大连路，均为中山东二路新开河路方向

- 934

起讫站：国顺东路翔殷路—普安路延安东路

行驶区段：隆昌路—海门路

沿线停靠：宁武路—临青路—宁国路—兰州路—怀德路—辽阳路（国顺东路方向）—大连路（普安路方向）
- 申川专线

起讫站：川沙客运站—上海火车站（南广场）

行驶区段：临青路—大连路，由东向西单向行驶

沿线停靠：宁国路—兰州路—许昌路—辽阳路，均为上海火车站方向

### 于相交道路上行驶线路
- 海门路
  - 13：提篮桥—曹家渡
  - 134：大连路杨树浦路—彭浦新村保德路
  - 319：提篮桥—上海西站
  - 510：惠民路临潼路—大华新村
  - 875：惠民路—国权北路
  - 922：提篮桥—中山公园地铁站
- 保定路
  - 47：惠民路—骊山路
- 大连路
  - 25：平凉路军工路—乍浦路北苏州路
  - 79：平凉路—永和小区
  - 317：平凉路军工路—十六铺
  - 325：平凉路—闸殷路
  - 573：上海火车站—宁桥路申江路
  - 597：东方路张杨路—彭浦新村
  - 746：腾克路—花木新村
  - 853：杨浦大桥—凉城新村
  - 870：陆家嘴—世界路
  - 871：西营路成山路—锦西路打虎山路
- 荆州路
  - 222：荆州路—彭浦新村
- 许昌路
  - 80：杨树浦路—安波路营口路
  - 960：杨树浦路—青石路
- 江浦路
  - 70：兰州路—多伦路
  - 310：兰州路—上海火车站
  - 841：杨树浦路—工农新村
- 黄兴路/宁国路
  - 8：松潘路杨树浦路—三门路市光路
  - 538：松潘路杨树浦路—殷行路新江湾城
- 隆昌路
  - 28：嫩江路—提篮桥
  - 577：复兴岛—殷行路包头路
  - 813：宝山—杨浦大桥
- 内江路
  - 60：逸仙路政立路—定海桥

## 沿路建筑及机构
- 摩西会堂，长阳路62号
- 提篮桥监狱，长阳路147号
- 上海浦江海关，长阳路235号
- 上海市烟草专卖局，长阳路717号
- 中国烟草博物馆，长阳路728号
- 上海卷烟厂（原英美烟草公司三厂），长阳路733号
- 明园跑狗场（已拆除）
- 江浦公园 杨浦区规划展示馆，长阳路1111号